# Брендбук
Книга-путеводитель бренда или брендбук (англ. brand book) — официальный документ компании, в котором описывается концепция бренда, атрибуты бренда, целевая аудитория, позиционирование компании и другие данные, которыми руководствуется отдел маркетинга и руководители бизнеса для построения коммуникации с потребителями и развития компании в целом. Кроме этого, брендбук содержит полное руководство по фирменному стилю, которое включает в себя подробное описание использования каждого фирменного элемента на различных носителях, как рекламных, так и корпоративных. Брендбук — это описание основных элементов идентичности и атрибутов бренда (суть, позиция, миссия, философия, ценности, индивидуальность). Задачей этого документа является систематизация всех идеологических элементов бренда, создание комплексной сформированной картины бренда, а также подробных рекомендаций по его использованию с целью формирования целостного восприятия бренда потребителями.